# ويندي هولدن
ويندي هولدن (بالإنجليزية: Wendy Holden)‏ هي كاتِبة وصحفية بريطانية، ولدت في 1961 في بينر ‏ في المملكة المتحدة.